# Make It Big
Make It Big ist das zweite Studioalbum des britischen Popduos Wham!. Es erschien am 23. Oktober 1984 bei Epic Records/Columbia Records.

## Entstehung und Veröffentlichung
Das Album wurde größtenteils im Studio Miraval in Südfrankreich aufgenommen, um der Presse zu entkommen und es George Michael zu ermöglichen, in Ruhe zu arbeiten. Abgemischt wurde es in den Good Earth Studios in London und den Marcadet Studios in Paris von Juli bis September 1984, wobei die ersten beiden Singles Wake Me Up Before You Go-Go und Careless Whisper bereits vorab im Mai und Juli erschienen. Auch die dritte Single, Freedom, wurde noch vorab am 1. Oktober 1984 veröffentlicht.
Im Vergleich zu vorigen Produktionen hatten die Gruppenmitglieder mehr Einfluss auf die Musik, da George Michael der alleinige Produzent wurde, eine Position, die er später bei allen zukünftigen Veröffentlichungen innehatte, bis sich die Gruppe 1986 auflöste.

## Titelliste
| Nr. | Titel                       | Autor(en)                               | Länge |
| --- | --------------------------- | --------------------------------------- | ----- |
| 1.  | Wake Me Up Before You Go-Go | George Michael                          | 3:50  |
| 2.  | Everything She Wants        | Michael                                 | 5:01  |
| 3.  | Heartbeat                   | Michael                                 | 4:42  |
| 4.  | Like a Baby                 | Michael                                 | 4:12  |
| 5.  | Freedom                     | Michael                                 | 5:01  |
| 6.  | If You Were There           | Ernie Isley, Marvin Isley, Chris Jasper | 3:38  |
| 7.  | Credit Card Baby            | Michael                                 | 5:08  |
| 8.  | Careless Whisper            | Michael, Andrew Ridgeley                | 6:30  |

## Singleauskopplungen
| Jahr | Titel                       | Höchstplatzierung, Gesamtwochen, AuszeichnungChartplatzierungen (Jahr, Titel, , Platzierungen, Wochen, Auszeichnungen, Anmerkungen) | Höchstplatzierung, Gesamtwochen, AuszeichnungChartplatzierungen (Jahr, Titel, , Platzierungen, Wochen, Auszeichnungen, Anmerkungen) | Höchstplatzierung, Gesamtwochen, AuszeichnungChartplatzierungen (Jahr, Titel, , Platzierungen, Wochen, Auszeichnungen, Anmerkungen) | Höchstplatzierung, Gesamtwochen, AuszeichnungChartplatzierungen (Jahr, Titel, , Platzierungen, Wochen, Auszeichnungen, Anmerkungen) | Höchstplatzierung, Gesamtwochen, AuszeichnungChartplatzierungen (Jahr, Titel, , Platzierungen, Wochen, Auszeichnungen, Anmerkungen) | Anmerkungen                             |
| Jahr | Titel                       | DE | AT | CH | UK | US | Anmerkungen                             |
| ---- | --------------------------- | --- | --- | --- | --- | --- | --------------------------------------- |
| 1984 | Wake Me Up Before You Go-Go | DE2 (17 Wo.)DE | AT6 (12 Wo.)AT | CH2 (15 Wo.)CH | UK1 Platin · (16 Wo.)UK | US1 Platin · (24 Wo.)US | Erstveröffentlichung: 14. Mai 1984      |
| 1984 | Freedom                     | DE14 (15 Wo.)DE | AT23 (4 Wo.)AT | CH5 (12 Wo.)CH | UK1 Gold · (14 Wo.)UK | US3 (18 Wo.)US | Erstveröffentlichung: September 1984    |
| 1984 | Everything She Wants        | DE8 (9 Wo.)DE | AT5 (12 Wo.)AT | — | — | US1 Gold · (20 Wo.)US | Erstveröffentlichung: 30. November 1984 |

## Kommerzieller Erfolg

### Chartplatzierungen
Das Album war ein kommerzieller Erfolg mit Platz eins sowohl in Großbritannien als auch in den Vereinigten Staaten. In Deutschland erreichte es Platz fünf, in Österreich Platz vier und in der Schweiz ebenfalls Platz eins der dortigen Hitliste. Darüber hinaus erreichte das Album die Chartspitze in den Niederlanden, Norwegen und Neuseeland.
| ChartsChartplatzierungen       | Höchstplatzierung | Wochen |
| ------------------------------ | ----------------- | ------ |
| Deutschland (GfK)              | 5 (25 Wo.)        | 25     |
| Österreich (Ö3)                | 4 (20 Wo.)        | 20     |
| Schweiz (IFPI)                 | 1 (22 Wo.)        | 22     |
| Vereinigte Staaten (Billboard) | 1 (87 Wo.)        | 87     |
| Vereinigtes Königreich (OCC)   | 1 (72 Wo.)        | 72     |

| ChartsJahrescharts (1985) | Platzierung |
| ------------------------- | ----------- |
| Deutschland (GfK)         | 32          |
| Österreich (Ö3)           | 13          |
| Schweiz (IFPI)            | 14          |

### Auszeichnungen für Musikverkäufe
| Land/Region                  | Auszeichnungen für Musikverkäufe (Land/Region, Auszeichnung, Verkäufe) | Verkäufe  |
| ---------------------------- | ---------------------------------------------------------------------- | --------- |
| Australien (ARIA)            | Platin                                                                 | 70.000    |
| Dänemark (IFPI)              | Gold                                                                   | 10.000    |
| Deutschland (BVMI)           | Gold                                                                   | 250.000   |
| Finnland (IFPI)              | Platin                                                                 | 53.465    |
| Frankreich (SNEP)            | 2× Gold                                                                | 200.000   |
| Hongkong (IFPI/HKRIA)        | Platin                                                                 | 20.000    |
| Italien (FIMI)               | 2× Platin                                                              | 400.000   |
| Japan (RIAJ)                 | Platin                                                                 | 821.000   |
| Kanada (MC)                  | 6× Platin                                                              | 600.000   |
| Neuseeland (RMNZ)            | 2× Platin                                                              | 40.000    |
| Niederlande (NVPI)           | Platin                                                                 | 100.000   |
| Schweiz (IFPI)               | Platin                                                                 | 50.000    |
| Vereinigte Staaten (RIAA)    | 6× Platin                                                              | 6.000.000 |
| Vereinigtes Königreich (BPI) | 4× Platin                                                              | 1.250.000 |
| Insgesamt                    | 4× Gold · 26× Platin ·                                                 | 9.864.465 |

Hauptartikel: Wham!/Auszeichnungen für Musikverkäufe